# Sihotang Hasugian Tonga
Sihotang Hasugian Tonga is een bestuurslaag in het regentschap Humbang Hasundutan van de provincie Noord-Sumatra, Indonesië. Sihotang Hasugian Tonga telt 2391 inwoners (volkstelling 2010).